# George Ndah
George Ndah (född den 23 december 1974 in Camberwell, England) är en före detta engelsk fotbollsspelare. Han har genom sin karriär haft problem med skador. I december 2005 råkade han ut för en allvarlig knäskada som inte ville läka ordentligt. Den 28 april 2006 meddelade han att det var slutspelat.
George Ndah började sin karriär som lärling i Crystal Palace FC och 1992 fick han skriva på som proffs. Under de kommande 5 åren så var han utlånad två gånger första gången 1995 till Bournemouth och sedan till Gillingham.  I november 1997 såldes han till Swindon för 500 000£ under de två åren som han spelade där så blev han en av publikens favoritspelare. Oktober 1999 såldes han till Wolverhampton Wanderers på grund av ekonomiska problem. Åren i wolves har varit kantade av skador och den bästa säsongen hittills är 2002-2003 då han bland annat gjorde 4 mål de tre första omgångarna i FA-cupen.